# Liste d'élections nationales en 2014
Chronologie des élections
- 2010
- 2011
- 2012
- 2013
- 2014
- 2015
- 2016
- 2017
- 2018

Cette liste recense les élections organisées durant l'année 2014. Elle inclut les élections législatives et présidentielles nationales dans les États souverains, ainsi que les référendums.

## Commentaires généraux
À la suite du coup d'État militaire de 2013 en Égypte à l'encontre d'un gouvernement islamo-conservateur, un référendum est organisé en janvier pour approuver des réformes constitutionnelles souhaitées par l'armée, suivi d'une élection présidentielle au mois de mai. Boycottée par une large partie de la population, celle-ci est remportée par Abdel Fattah al-Sissi. En Libye, les citoyens votent également deux fois en 2014. L'élection d'une assemblée constituante en février doit fixer les nouvelles institutions du pays, à la suite de la guerre civile de 2011 et de la mort du dictateur Mouammar Kadhafi. S'ensuivent des élections législatives en juin, alors que vient d'éclater une nouvelle guerre civile. Le pays est scindé entre des gouvernements rivaux. En Thaïlande, les élections législatives de février sont fortement perturbées par des manifestations contre le gouvernement de Yingluck Shinawatra. Le scrutin est donc rétroactivement annulé. Au mois de mai, un coup d'État renverse le gouvernement. La Syrie au mois de juin vote alors que le pays est en guerre civile ; le président Bachar el-Assad est réélu en l'absence de toute réelle candidature d'opposition.
L'Inde vote du mois d'avril au mois de mai, son électorat de 814 millions de personnes étant le plus grand de l'histoire de l'humanité. Le pays connaît une alternance politique avec la défaite du parti Congrès national indien (laïc, centre-gauche), et la victoire des nationalistes hindous du Bharatiya Janata Party. Narendra Modi devient premier ministre. Au Brésil à l'inverse, le gouvernement sortant, coalition menée par le Parti des travailleurs, est reconduit par les élections législatives et présidentielle du mois d'octobre. Dilma Rousseff demeure présidente de la République. Au Japon de même, le gouvernement sortant est reconduit en décembre : Shinzō Abe (droite) demeure premier ministre.
Les Fidji, en septembre, organisent leurs premières élections législatives depuis 2006, après huit ans de dictature. Le parti Fidji d'abord, fondé par l'auteur du coup d'État de 2006, Frank Bainimarama, obtient la majorité au Parlement. Les résultats sont validés par les observateurs internationaux. En novembre, les Tonga connaissent l'alternance avec la victoire du mouvement pro-démocrate ; ʻAkilisi Pohiva, dirigeant historique du mouvement pour la démocratie, devient premier ministre.
En mars, la république autonome de Crimée organise un référendum pour déclarer sécession du territoire ukrainien et rejoindre la fédération de Russie. Largement approuvé d'après les résultats officiels, le référendum est considéré comme illicite par les autorités ukrainiennes et par l'essentiel de la communauté internationale. Le 18 mars, la Crimée est formellement intégrée à la Russie. En septembre, l'Écosse organise un référendum visant à obtenir sa pleine indépendance vis-à-vis du Royaume-Uni. Mis en place avec l'accord des autorités britanniques, ce scrutin aboutit à une victoire des unionistes (anti-indépendantistes).

Carte du monde indiquant les pays organisant des élections ou des référendums nationaux :
Présidentielle
Législatives
Présidentielle et législatives
Référendum
Présidentielle et référendum
Législatives et référendum
Présidentielle, législatives et référendum
Législatives et judiciaires
Présidentielle, législatives, judiciaires et référendum
Constituantes et législatives

## Par mois

### Janvier
| Date          | Pays       | Élections                  | Contexte                                                                                                  | Résultats |
| ------------- | ---------- | -------------------------- | --- | --- |
| 5 janvier     | Bangladesh | Législatives               | Élections boycottées par les partis d'opposition.                                                         | La Ligue Awami (centre-gauche, laïque), au pouvoir, remporte plus des trois quarts des sièges. Sheikh Hasina demeure première ministre. |
| 14-15 janvier | Égypte     | Référendum constitutionnel | Référendum pour l'approbation de réformes constitutionnelles à la suite du coup d'État du 3 juillet 2013. | Le "oui" l'emporte largement, avec une participation faible.                                                                            |

### Février
| Date       | Pays       | Élections                      | Contexte | Résultats |
| ---------- | ---------- | ------------------------------ | --- | --- |
| 2 février  | Costa Rica | Présidentielle et législatives | 1er tour (pour la présidentielle). | Les législatives produisent un parlement sans majorité. Le Parti de la libération nationale (droite) conserve une majorité relative affaiblie. |
| 2 février  | Salvador   | Présidentielle                 | 1er tour. | - |
| 2 février  | Thaïlande  | Législatives                   | Anticipées en raison d'un mouvement de protestation depuis fin 2013. Les élections sont fortement perturbées ; des manifestants bloquent l'accès à de nombreux bureaux de vote. | Le 21 mars, la Cour constitutionnelle annule les élections, principalement au motif qu'elles n'ont pas pu se tenir dans toutes les circonscriptions. De nouvelles élections sont prévues pour juillet. Le coup d'État du 22 mai entraine le report d'un nouveau scrutin d'au moins un an. |
| 20 février | Libye      | Constituantes                  | Élection d'une assemblée constituante. Le pouvoir législatif reste dans les mains du Congrès général national.                                                                  | |

### Mars
| Date          | Pays                    | Élections      | Contexte | Résultats |
| ------------- | ----------------------- | -------------- | --- | --- |
| 9 mars        | Colombie                | Législatives   | - | Le Parti social d'unité nationale (centre-droit) et ses alliés conservent une majorité parlementaire amoindrie.                                                                                   |
| 9 mars        | Corée du Nord           | Législatives   | Un seul candidat par circonscription, sélectionné par le régime. Le Parlement n'a qu'un pouvoir de façade.                                     | Les autorités annoncent que tous les candidats sélectionnés ont obtenu 100 % de suffrages favorables.                                                                                             |
| 9 mars        | Salvador                | Présidentielle | 2e tour. | Salvador Sánchez Cerén (Front Farabundo Martí de libération nationale, gauche), l'emporte de justesse. Son adversaire de droite conteste ce résultat.                                             |
| 15 et 29 mars | Slovaquie               | Présidentielle | - | L'entrepreneur indépendant Andrej Kiska l'emporte face au premier ministre Robert Fico (gauche).                                                                                                  |
| 16 mars       | Serbie                  | Législatives   | Anticipées. | Le parti progressiste serbe (droite) au pouvoir emporte à lui seul la majorité absolue. |
| 16 mars       | Crimée (Ukraine/Russie) | Référendum     | Référendum sur le rattachement de la péninsule à la Russie ou le retour à la constitution de 1992 (autonomie plus large au sein de l'Ukraine). | Le rattachement à la Russie est adopté à plus de 95 %. |
| 22 mars       | Maldives                | Législatives   | - | Le Parti progressiste des Maldives (conservateur) et ses alliés, au pouvoir, obtiennent la majorité absolue des sièges.                                                                           |
| 23 et 30 mars | France                  | Municipales    | - | La droite est victorieuse, elle remporte 22 des plus grandes villes de France, 10 de plus qu'en 2008. La gauche passe de 29 à 19. Cette défaite entraîne la démission du gouvernement Ayrault II. |
| 30 mars       | Turquie                 | Municipales    | - | Victoire du Parti de la justice et du développement (centre-droit) |

### Avril
| Date             | Pays            | Élections                      | Contexte | Résultats |
| ---------------- | --------------- | ------------------------------ | --- | --- |
| 5 avril          | Afghanistan     | Présidentielle                 | 1er tour. | - |
| 6 avril          | Costa Rica      | Présidentielle                 | 2e tour. Au vu de sondages défavorables, Johnny Araya Monge, le candidat du PLN (droite, parti au pouvoir), annonce entre les deux tours qu'il ne brigue plus la présidence, bien qu'il ne puisse pas légalement se retirer de l'élection.                           | Victoire large de Luis Guillermo Solís (Parti d'action citoyenne, gauche). |
| 6 avril          | Hongrie         | Législatives                   | - | Victoire large du Fidesz-Union civique hongroise (droite) du premier ministre Viktor Orbán. |
| 7 avril          | Québec (Canada) | Législatives                   | Anticipées. | Victoire du parti libéral du Québec de Philippe Couillard (opposition). |
| 7 avril - 12 mai | Inde            | Législatives                   | 814 millions d'électeurs inscrits, soit le plus grand électorat de l'histoire au monde. | Victoire de l'alliance démocratique nationale, coalition d'opposition menée par le Bharatiya Janata Party (droite). Narendra Modi devient premier ministre.                                                                    |
| 9 avril          | Indonésie       | Législatives                   | - | Poussée du PDI-P et du Gerindra; chute du parti démocrate au pouvoir. |
| 12 avril         | Niue            | Législatives                   | - | Le premier ministre sortant Toke Tufukia Talagi (sans étiquette) conserve sa majorité parlementaire, et la tête du gouvernement.                                                                                               |
| 13 avril         | Guinée-Bissau   | Législatives et Présidentielle | Les législatives étaient initialement prévues en mai 2013, puis ont été repoussées en novembre 2013, en même temps que la présidentielle. Elles sont reportées quelques jours avant la date prévue au 16 mars, puis au 13 avril 2014. 1er tour de la présidentielle. | Le PAIGC (socialiste) conserve la majorité absolue au parlement. |
| 13 avril         | Macédoine       | Présidentielle                 | 1er tour. | - |
| 17 avril         | Algérie         | Présidentielle                 | - | Victoire large du président sortant Abdelaziz Bouteflika (FLN, centre-gauche). |
| 23 et 30 avril   | Liban           | Présidentielle                 | Le parlement n'ayant pas réuni le 23 la majorité nécessaire lors d'un premier tour, un nouveau scrutin a lieu le 30, sans plus de résultat. | - |
| 27 avril         | Macédoine       | Législatives et présidentielle | Législatives anticipées. Le président sortant Gjorge Ivanov a obtenu 52 % des voix lors du 1er tour de la présidentielle, mais un 2d tour est nécessaire à cause de la faible participation.                                                                         | Aux législatives, l'ORMI-PDUN (centre droit) consolide sa majorité relative au parlement. Gjorge Ivanov, soutenu par la droite, est réélu président de la république.                                                          |
| 30 avril         | Irak            | Législatives                   | - | La coalition de l'État de droit du premier ministre Nouri al-Maliki (chiites conservateurs) arrive de nouveau en tête, mais une alliance avec d'autres forces politiques est toujours nécessaire pour constituer une majorité. |

### Mai
| Date            | Pays                        | Élections                      | Contexte | Résultats |
| --------------- | --------------------------- | ------------------------------ | --- | --- |
| 4 mai           | Panama                      | Présidentielle et Législatives | - | Le vice-président Juan Carlos Varela (Parti panamiste, droite) remporte la présidentielle mais n'a pas de majorité au parlement.                                                                |
| 7 mai           | Afrique du Sud              | Législatives                   | Le président de la République, chef du parti majoritaire, est élu dans la foulée par le parlement.                   | L'ANC (centre-gauche), au pouvoir depuis 1994, conserve une large majorité au parlement. Jacob Zuma est réélu président le 21 mai.                                                              |
| 7, 15 et 22 mai | Liban                       | Présidentielle                 | 3e, 4e et 5e tours.                                                                                                  | - |
| 11 mai          | Nouvelle-Calédonie (France) | Provinciales                   | - | Les anti-indépendantistes reculent, mais conservent la majorité. |
| 11 et 25 mai    | Lituanie                    | Présidentielle                 | - | Victoire de la présidente sortante Dalia Grybauskaitė (indépendante). |
| 18 mai          | Guinée-Bissau               | Présidentielle                 | 2d tour. | José Mário Vaz (PAIGC, gauche) est élu. |
| 20 mai          | Malawi                      | Présidentielle et législatives | Scrutin annulé le 24 mai par la présidente Joyce Banda, qui reconnaît finalement sa défaite le 31 mai.               | Victoire de Peter Mutharika (Front uni démocratique, libéral). |
| 22 au 25 mai    | Union européenne            | Législatives                   | - | Le parti populaire européen (conservateur) perd de nombreux sièges mais reste le premier parti de l'assemblée. Succès de diverses formations eurosceptiques.                                    |
| 25 mai          | Belgique                    | Législatives et régionales     | - | Progression de la Nieuw-Vlaamse Alliantie (nationaliste) en Flandre, qui conforte sa position de premier parti de la région et du pays. Le parti socialiste reste le premier parti francophone. |
| 25 mai          | Colombie                    | Présidentielle                 | 1er tour. | - |
| 25 mai          | Ukraine                     | Présidentielle                 | Anticipée à la suite du mouvement contestataire ayant conduit à la destitution le 22 février de Viktor Ianoukovytch. | L'indépendant Petro Porochenko est élu dès le 1er tour. |
| 26-28 mai       | Égypte                      | Présidentielle                 | Anticipée à la suite du coup d'État du 3 juillet 2013 contre le président Mohamed Morsi et les Frères musulmans.     | Victoire très large de Abdel Fattah al-Sissi (indépendant) mais faible participation. |

### Juin
| Date         | Pays                            | Élections                               | Contexte | Résultats |
| ------------ | ------------------------------- | --------------------------------------- | --- | --- |
| 3 juin       | Syrie                           | Présidentielle                          | Première élection présidentielle au suffrage universel, au lieu d'un référendum. Dans un contexte de guerre civile depuis 2011, l'élection n'a pas lieu dans l'ensemble du pays.        | Bachar el-Assad (Parti Baas) est réélu, sans véritable opposition. |
| 8 juin       | Kosovo                          | Législatives                            | - | Le Parti démocratique du Kosovo (centre-droit) conserve la première place, sans majorité absolue.                                                                                 |
| 8 juin       | Ossétie du Sud-Alanie (Géorgie) | Législatives                            | - | Victoire du nouveau parti Ossétie unie (conservateur). |
| 9 et 18 juin | Liban                           | Présidentielle                          | 6e et 7e tours. | - |
| 10 juin      | Israël                          | Présidentielle                          | Indirecte. | Alternance. Élection de Reuven Rivlin (Likoud, néo-conservateur). |
| 12 juin      | Antigua-et-Barbuda              | Législatives                            | Les élections devaient constitutionnellement se tenir le 15 mars au plus tard, mais sont retardées en raison d'un litige sur le tracé des circonscriptions, porté devant les tribunaux. | Alternance. Victoire du Parti travailliste d'Antigua (centre-gauche). |
| 14 juin      | Afghanistan                     | Présidentielle                          | 2d tour. | Ashraf Ghani est proclamé vainqueur en septembre après un accord avec son adversaire Abdullah Abdullah, qui contestait ce résultat.                                               |
| 15 juin      | Colombie                        | Présidentielle                          | 2d tour. | Victoire du président sortant Juan Manuel Santos (Parti social d'unité nationale, libéral-conservateur).                                                                          |
| 21 juin      | Mauritanie                      | Présidentielle                          | - | Large réélection de Mohamed Ould Abdel Aziz (indépendant). |
| 25 juin      | Libye                           | Législatives                            | Une Chambre des représentants est élue afin de remplacer le Congrès général national (CGN) élu en 2012. Contexte de guerre civile depuis mai.                                           | Victoire des forces séculières sur les islamistes. Une partie du CGN, dominé par les islamistes, ne reconnaît pas ces résultats et proclame rester le parlement légitime du pays. |
| 29 juin      | Sénégal                         | Départementales, municipales et rurales | Reportées de mars à juin. | |

### Juillet
| Date            | Pays      | Élections      | Contexte        | Résultats |
| --------------- | --------- | -------------- | --------------- | --- |
| 2 et 23 juillet | Liban     | Présidentielle | 8e et 9e tours. | - |
| 9 juillet       | Îles Cook | Législatives   | -               | Le Premier ministre Henry Puna et son Parti des îles Cook (de tendance centre-gauche) conservent de peu leur majorité absolue au Parlement. |
| 9 juillet       | Indonésie | Présidentielle | -               | Victoire de Joko Widodo, du Parti démocratique indonésien de lutte (tenant des idéaux du pancasila).                                        |
| 13 juillet      | Slovénie  | Législatives   | Anticipées      | Le Parti de Miro Cerar, nouveau parti de centre-gauche, remporte la majorité relative des sièges dans un parlement sans majorité.           |

### Août
| Date    | Pays               | Élections      | Contexte | Résultats                                                                            |
| ------- | ------------------ | -------------- | --- | ------------------------------------------------------------------------------------ |
| 10 août | Turquie            | Présidentielle | Pour la première fois au suffrage universel direct à la suite de la révision de la constitution adoptée en 2010. | Victoire dès le premier tour du premier ministre Recep Tayyip Erdoğan (AKP, droite). |
| 12 août | Liban              | Présidentielle | 10e tour. | -                                                                                    |
| 24 août | Abkhazie (Géorgie) | Présidentielle | Anticipée après la démission d'Alexandre Ankvab.                                                                 | Victoire au 1er tour du candidat d'opposition Raul Khadjimba.                        |

### Septembre
| Date              | Pays                 | Élections                  | Contexte                                                                                       | Résultats |
| ----------------- | -------------------- | -------------------------- | ---------------------------------------------------------------------------------------------- | --- |
| 2 et 23 septembre | Liban                | Présidentielle             | 11e et 12e tours.                                                                              | - |
| 14 septembre      | Suède                | Législatives               | -                                                                                              | Alternance. Les Sociaux-démocrates de Stefan Löfven remportent la majorité relative des sièges. |
| 17 septembre      | Fidji                | Législatives               | Premières élections depuis celles de 2006, qui avaient été suivies d'un coup d'État militaire. | Le parti Fidji d'abord remporte la majorité absolue des sièges. Frank Bainimarama, auteur du coup d'État en 2006, demeure Premier ministre, cette fois avec l'appui d'un Parlement élu.                         |
| 18 septembre      | Écosse (Royaume-Uni) | Référendum sur l'indépend. | -                                                                                              | Les Écossais votent à 55 % contre l'indépendance, et donc pour le maintien d'une Écosse autonome au sein du Royaume-Uni. Alex Salmond, premier ministre d'Écosse et auteur du référendum, annonce sa démission. |
| 20 septembre      | Nouvelle-Zélande     | Législatives               | -                                                                                              | Le Parti national (centre-droit) conserve sa majorité relative au Parlement. John Key demeure Premier ministre.                                                                                                 |
| 28 septembre      | France               | Sénatoriales               | -                                                                                              | Le Sénat rebascule à droite, trois ans après avoir été conquis par la gauche. |

### Octobre
| Date                   | Pays                 | Élections                        | Contexte                            | Résultats |
| ---------------------- | -------------------- | -------------------------------- | ----------------------------------- | --- |
| 4 octobre              | Lettonie             | Législatives                     | -                                   | La coalition de centre-droit (Unité, Parti réformateur, Alliance nationale et Verts et paysans) conserve la majorité au Parlement. |
| 5 et 26 octobre        | Brésil               | Présidentielle et Parlementaires | -                                   | Lors des législatives, la coalition formée autour du Parti des travailleurs (gauche) reste majoritaire, malgré la création d'une nouvelle coalition autour du Parti socialiste brésilien. Dilma Rousseff (parti des travailleurs) est réélue présidente au 2d tour.                   |
| 5 octobre              | Bulgarie             | Législatives                     | Anticipées                          | Majorité relative pour le GERB de l'ancien premier ministre Boïko Borissov (droite). Pour la première fois, 8 partis ou coalitions sont représentés à l'Assemblée nationale. |
| 9 et 29 octobre        | Liban                | Présidentielle                   | 13e et 14e tours.                   | - |
| 10-11 et 17-18 octobre | Tchéquie             | Sénatoriales                     | Renouvellement d'un tiers du Sénat. | |
| 12 octobre             | Bolivie              | Présidentielle et législatives   | -                                   | Victoire d'Evo Morales (MAS, gauche) dès le premier tour de la présidentielle, élu pour un troisième mandat. Le MAS conserve la majorité absolue dans les deux chambres du parlement.                                                                                                 |
| 12 octobre             | Sao Tomé-et-Principe | Législatives                     | -                                   | Victoire de l'Action démocratique indépendante (opposition centriste), qui obtient la majorité absolue. |
| 12 octobre             | Bosnie-Herzégovine   | Présidentielles et législatives  | -                                   | Bakir Izetbegović est réélu représentant de la communauté bosniaque, Dragan Čović est élu représentant de la communauté croate et Mladen Ivanić élu représentant de la communauté serbe. Tous trois siégeront au sein de la présidence du collège présidentiel de Bosnie-Herzégovine. |
| 15 octobre             | Mozambique           | Présidentielle et Législatives   | -                                   | Filipe Nyusi remporte la présidentielle dès le 1er tour. Le parti au pouvoir, le Front de libération du Mozambique (social-démocrate), remporte les législatives. |
| 24 octobre             | Botswana             | Législatives                     | -                                   | Le Parti démocratique du Botswana (conservateur) conserve la majorité absolue des sièges. En conséquence, Seretse Ian Khama conserve la présidence de la république. |
| 26 octobre             | Tunisie              | Législatives                     | -                                   | Le parti Nidaa Tounes (laïc) de Béji Caïd Essebsi arrive en tête, devant les islamistes d'Ennahdha. |
| 26 octobre             | Ukraine              | Législatives                     | Anticipées                          | Succès des formations pro-européennes, notamment le Bloc Petro Porochenko (centre droit) du président et du Front populaire (droite nationaliste) du premier ministre Arseni Iatseniouk.                                                                                              |
| 26 octobre             | Uruguay              | Présidentielle et législatives   | 1er tour de la présidentielle.      | Le Front large (gauche) conserve la majorité absolue dans les deux chambres. |
| 27 octobre             | Ontario (Canada)     | Municipales                      | -                                   | |

### Novembre
| Date             | Pays                          | Élections                      | Contexte                                           | Résultats |
| ---------------- | ----------------------------- | ------------------------------ | -------------------------------------------------- | --- |
| 2 et 16 novembre | Roumanie                      | Présidentielle                 | -                                                  | Victoire de Klaus Iohannis (parti national libéral, droite), face au premier ministre Victor Ponta (Parti social-démocrate, gauche).                                                                  |
| 4 novembre       | États-Unis                    | Législatives et Sénatoriales   | -                                                  | Le parti républicain conserve la majorité à la chambre des représentants et l'acquiert au Sénat. |
| 15 novembre      | Colombie-Britannique (Canada) | Municipales                    | -                                                  | |
| 19 novembre      | Liban                         | Présidentielle                 | 15e tour.                                          | - |
| 19 novembre      | Îles Salomon                  | Législatives                   | -                                                  | Parlement sans majorité. Alternance. Manasseh Sogavare (sans étiquette) devient premier ministre. |
| 22 novembre      | Bahreïn                       | Législatives                   | Boycottées par le parti d'opposition chiite Wefaq. | La plupart des sièges vont à des candidats indépendants. |
| 23 novembre      | Tunisie                       | Présidentielle                 | 1er tour.                                          | - |
| 25 novembre      | Tonga                         | Législatives                   | -                                                  | Parlement sans majorité. Alternance. ʻAkilisi Pohiva (Démocrate) devient Premier ministre. Il est le premier roturier à être élu premier ministre par un Parlement majoritairement élu par le peuple. |
| 29 novembre      | Namibie                       | Présidentielle et Législatives | -                                                  | La SWAPO (social-démocrate) conserve une très large majorité au parlement. Son candidat Hage Geingob est élu président.                                                                               |
| 30 novembre      | Moldavie                      | Législatives                   | -                                                  | Les partis pro-européens (Parti libéral-démocrate de Moldavie, Parti démocrate de Moldavie et Parti libéral) conservent la majorité absolue.                                                          |
| 30 novembre      | Uruguay                       | Présidentielle                 | 2d tour.                                           | L'ancien président Tabaré Vázquez (Front large, gauche) l'emporte face à Luis Alberto Lacalle Pou (Parti national, centre-droit).                                                                     |

### Décembre
| Date                  | Pays        | Élections      | Contexte                                       | Résultats |
| --------------------- | ----------- | -------------- | ---------------------------------------------- | --- |
| 8 décembre            | Dominique   | Législatives   |                                                | Le parti travailliste de la Dominique (gauche) conserve une majorité absolue, réduite.                                                                          |
| 10 décembre           | Liban       | Présidentielle | 16e tour.                                      | |
| 10 décembre           | Maurice     | Législatives   |                                                | Victoire du Mouvement socialiste militant (gauche) de l'ancien premier ministre et président Anerood Jugnauth.                                                  |
| 14 décembre           | Japon       | Législatives   | Anticipées.                                    | Victoire du Parti libéral-démocrate (droite) du premier ministre Shinzō Abe, qui conserve la majorité absolue.                                                  |
| 17, 23 et 29 décembre | Grèce       | Présidentielle | Indirecte. Anticipée.                          | Stávros Dímas, candidat unique du gouvernement, échoue au bout de 3 tours, avec 168 voix au troisième tour, conduisant à des élections législatives anticipées. |
| 20 décembre           | Liberia     | Sénatoriales   | La moitié du Sénat est renouvelée (15 sièges). | |
| 21 décembre           | Ouzbékistan | Législatives   | 1er tour.                                      | - |
| 21 décembre           | Tunisie     | Présidentielle | 2d tour.                                       | Béji Caïd Essebsi (Nidaa Tounes) est élu président face au sortant Moncef Marzouki (Congrès pour la République).                                                |
| 28 décembre           | Croatie     | Présidentielle | 1er tour                                       | 2d tour le 11 janvier 2015. |